# Sulfitverfahren

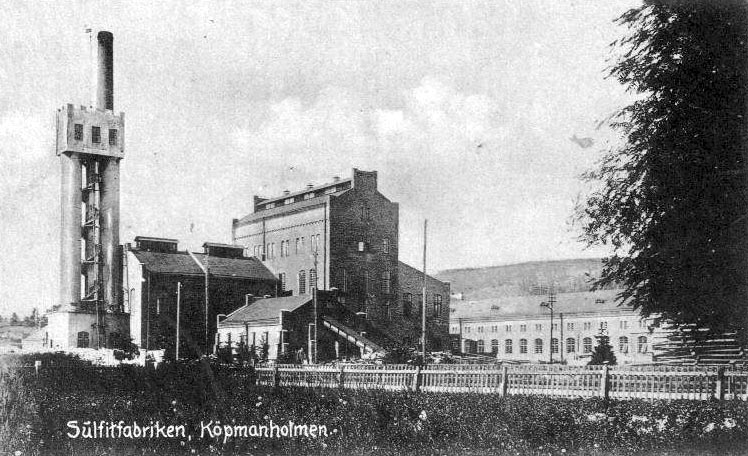
Sulfitfabrik in Köpmanholmen (Schweden) um 1900 mit dem für das Sulfitverfahren charakteristischen Sulfit-Turm

Das Sulfitverfahren ist ein im 19. Jahrhundert entwickelter, chemisch-industrieller Prozess zur Gewinnung von Cellulose aus Holz. Geeignet ist es nur für harz- und kieselsäurearme Hölzer.

## Verfahren
| Verfahren | pH-Werte | Kationen                |
| --------- | -------- | ----------------------- |
| sauer     | 1,2–1,8  | Ca2+, (Mg2+, Na+, NH4+) |
| bisulfit  | 3,5–5,5  | Mg2+, (Na+, NH4+)       |
| neutral   | 5–7      | Na+, NH4+               |

Beim Sulfitverfahren kann, je nach verwendetem Kation (Calcium, Magnesium, Natrium, Ammonium), das Holz im sauren oder auch neutralen Milieu aufgeschlossen werden (Holzaufschluss). Im Prozess wird  das Lignin unter Molekülverkleinerung einer Sulfonierung unterworfen und wird dabei in ein wasserlösliches Salz der Ligninsulfonsäure überführt, welches leicht aus der Faser entfernt werden kann. Je nach pH-Wert werden die im Holz vorhandenen Hemicellulosen entweder durch saure Hydrolyse in Zucker (wie D-Mannose, D-Glucose, D-Xylose, L-Arabinose, D-Galactose, L-Rhamnose) umgewandelt und gehen in die wässrige Phase über, oder sie verbleiben mit der Cellulose in der Faser. Die so hergestellten, sehr hellen Zellstoffe werden heute fast ausschließlich für die Herstellung von Chemiecellulose oder Papier verwendet. Die als Nebenprodukt gebildeten Ligninsulfonate werden entweder kommerziell verwertet oder verbrannt (Rückgewinnung).
Zur Herstellung von 1000 Kilogramm Zellstoff benötigt man etwa fünf Festmeter Holz und 90 Kilogramm Schwefel.

### Calciumbisulfit-Verfahren

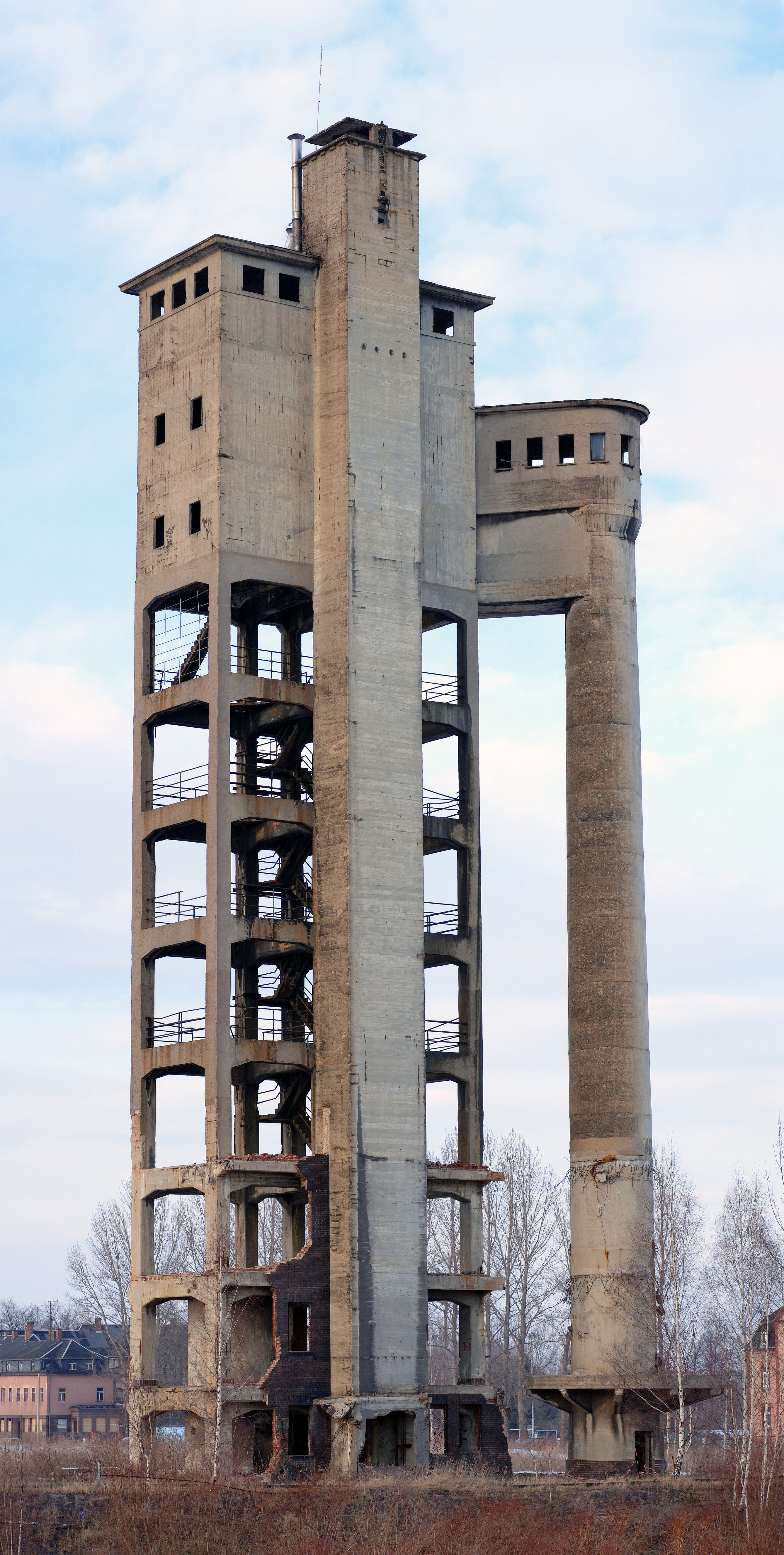
Ruine eines Säureturmes in Zwickau/Crossen.

Das entrindete, maschinell in Hackschnitzel zerkleinerte Holz wird in Druckkochern mit Calciumhydrogensulfit sieben bis 15 Stunden bei erhöhtem Druck (fünf bis sieben bar) erhitzt. Die Holzstückchen werden beim Kochen weich, so dass sie sich ohne großen Aufwand zerdrücken lassen. Anschließend werden sie zu zwei bis vier Millimeter langen Fasern zerkleinert, mehrfach gewaschen sowie im Bedarfsfall gebleicht, bevor sie in Form dicker Pappen getrocknet werden. Das Calciumbisulfit wurde früher mittels eines Säureturms gewonnen. Man füllte oben Kalkstein in die Röhre und berieselte ihn mit Wasser, während unten Schwefeldioxid beigefügt wird.
Zellstoffe, die nach dem Calciumbisulfit-Verfahren hergestellt werden, sind besonders rein und werden daher bevorzugt für chemische Anwendungen eingesetzt. Da sich beim Calciumbisulfit-Verfahren die Basis im Gegensatz zu den anderen Verfahren nicht recyclen lässt, ist dieses wenig wirtschaftlich, wenn das Ligninsulfonat nicht verwertet wird. Heute wird es zur Sulfitzellstoffherstellung nur noch wenig genutzt.

### Magnesiumbisulfit-Verfahren
Das Magnesiumbisulfitverfahren funktioniert ähnlich dem des Calciums, jedoch ist es kontinuierlich anwendbar. Die Basis lässt sich leicht in Magnesiumoxid und Schwefeldioxid zerlegen und bietet daher eine gute  Chemikalienrückgewinnung. Entsprechend werden die anfallenden Magnesium-Ligninsulfonate in erster Linie verbrannt (Energiegewinnung  plus Chemikalien-Recycling). Nur bei fehlender Verbrennungskapazität werden sie anderweitig verwertet. Oft wird aber ein geringer Teil der Rohlauge ausgeschleust, um eine Anreicherung von Verunreinigungen, welche aus dem Holz kommen (z. B. Schwermetall-Ionen), im Prozess zu begrenzen.

### Nebenprozesse
Häufig wird das Abwasser mit seinem hohen Holzzucker-Gehalt zur Herstellung von Ethanol verwendet (Laugenbranntwein oder Sulfitsprit). Das ist insbesondere beim Aufschluss von Nadelhölzern möglich. Oft sind heute Produktionen für die Aufbereitung und Verwertung des Ligninsulfonates angeschlossen.

## Geschichte
Das Sulfitverfahren wurde 1866 von dem Amerikaner Benjamin Tilghman (US-Patent 1867) erfunden. 1874 kam es zu einem Rechtsstreit, da Alexander Mitscherlich behauptete, dieses Verfahren schon 1874 erfunden und auf ein industriell verwertbares Gerüst gestellt zu haben. Das Reichsgericht stützte diese Behauptung jedoch 1884 nicht. 1879 entstand in Löhnbergerhütte die erste nach dem Verfahren von Mitscherlich arbeitende Fabrik; fast zeitgleich errichtete der Erfinder selbst gemeinsam mit seinem Bruder eine Fabrik in Hannoversch Münden. Eine 1874 entstandene Fabrik in Schweden beruhte auf dem Einsatz von Magnesiumsulfitlauge, wie es Carl Daniel Ekman beschrieben hatte. Ein weiterer Pionier war Karl Kellner. In der Papierherstellung hat sich mit dem Sulfatverfahren ein konkurrenzfähigeres Aufschlussverfahren entwickelt. Rund 15 Prozent des in Deutschland verbrauchten Zellstoffs werden im Sulfitverfahren gewonnen, im Jahr 2022 waren dies 544.758 Tonnen Sulfitzellstoff.

## Relevanz
Insbesondere aus Fichtenholz wird überwiegend mit diesem Verfahren bis heute Chemiezellstoff hergestellt, aus dem Viskose sowie Cellulosederivate wie Celluloseether und -ester entstehen. Die Bedeutung dieses Verfahrens ist im Wesentlichen auf die sehr effiziente Delignifizierung, die gute Bleichbarkeit, die hohe Reaktivität bei der Weiterverarbeitung (bei gleichem Reinheitsgrad) und niedrige Investitionskosten zurückzuführen. Sulfitzellstoffe lassen sich in hohen Reinheitsgraden herstellen, wenn anschließend Verfahrensstufen im basischen Bereich durchlaufen werden (Heiß- und Kaltalkali-Veredelung).